# Ancyloscelis
Ancyloscelis is een geslacht van vliesvleugelige insecten uit de familie bijen en hommels (Apidae)

## Soorten
- A. apiformis (Fabricius, 1793)
- A. bonariensis Brèthes, 1910
- A. duckei Friese, 1904
- A. ecuadorius Friese, 1904
- A. frieseanus (Ducke, 1908)
- A. gigas Friese, 1904
- A. globulifer (Cockerell, 1918)
- A. halictoides (Holmberg, 1903)
- A. hertigi Michener, 1954
- A. melanostoma Cockerell, 1923
- A. mesopotamicus (Holmberg, 1903)
- A. nigricornis Rodriguez & Roig-Alsina, 2004
- A. panamensis Michener, 1954
- A. romani (Alfken, 1930)
- A. romeroi (Holmberg, 1903)
- A. saltensis Rodriguez & Roig-Alsina, 2004
- A. sejunctus Cockerell, 1933
- A. turmalis Vachal, 1904
- A. ursinus Haliday, 1836
- A. wheeleri (Cockerell, 1912)